# African Institution
Die African Institution ist eine im Vereinigten Königreich gegründete Vereinigung von Gegnern der Sklaverei und zur Entwicklung des afrikanischen Kontinents.
Sie wurde im Zusammenhang mit der Abschaffung des Sklavenhandels 1807 gegründet. In ihr trafen und sammelten sich die Anhänger des Abolitionismus (z. B. William Wilberforce). Ihr Ziel war zugleich jedoch, Afrika zu zivilisieren und zu unterrichten. Sie gründete viele Schulen in Afrika, insbesondere in Sierra Leone. 1810 machte sich der damalige Leiter Zachary Macaulay für die Rückführung von Sarah Baartman, genannt Hottentot Venus, in die Kapprovinz stark.